# Phegopteris connectilis
Phegopteris connectilis és una espècie de falguera nativa dels boscos de l'Holàrtic.

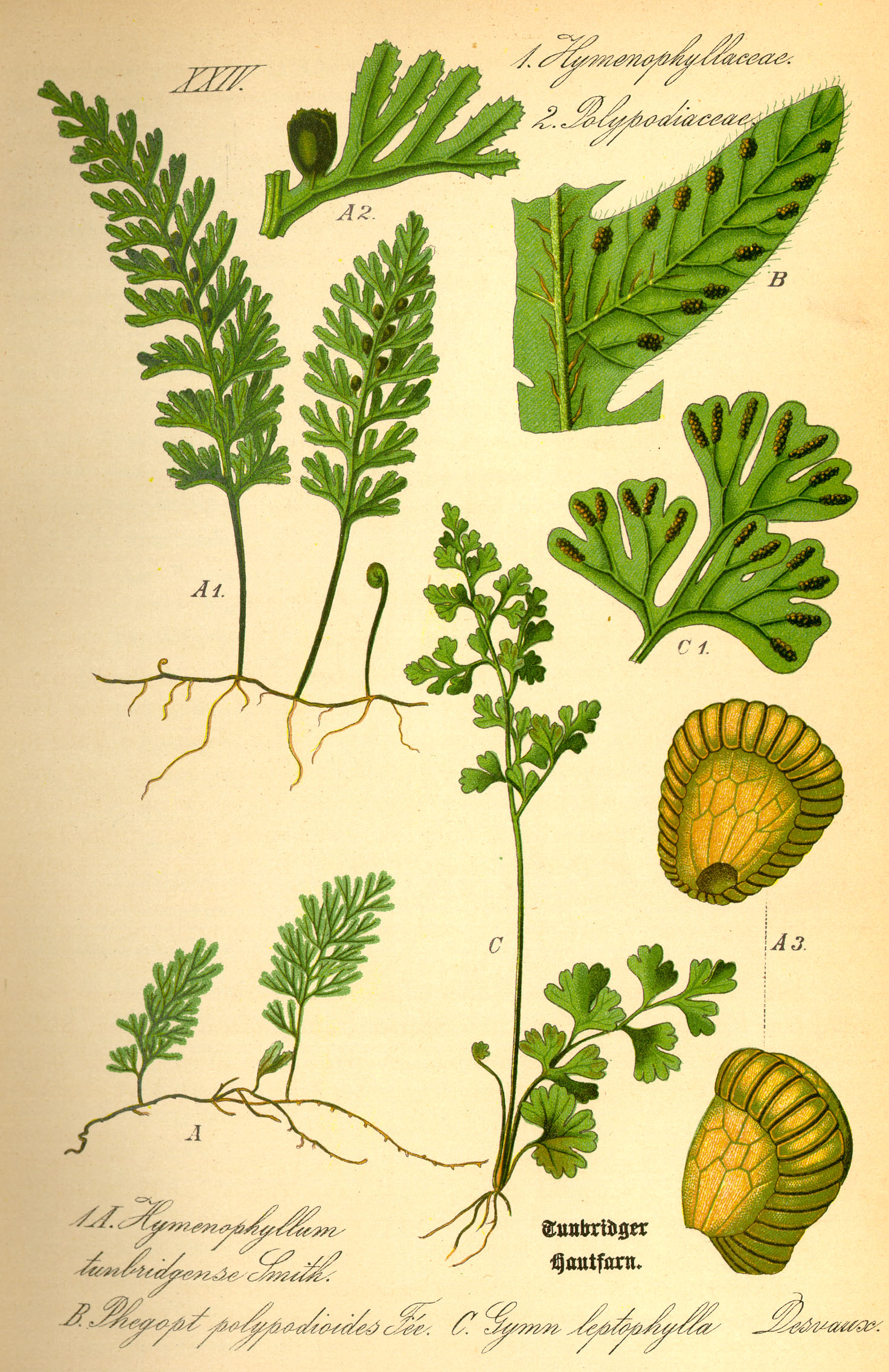
Il·lustració

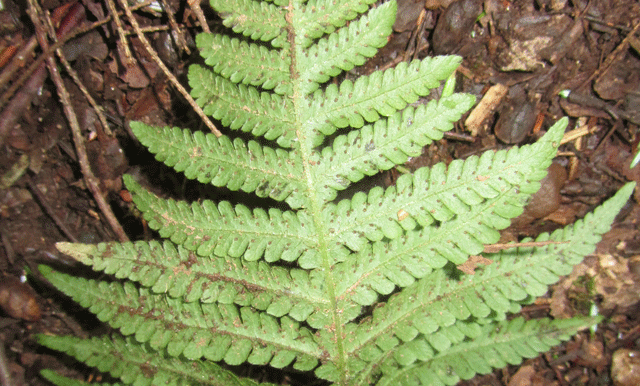
Frondes

A diferència del seu parent pròxim, Phegopteris hexagonoptera, que és terrestre, aquesta espècie és sovint litòfita així com terrestre.
Aquesta espècie és normalment apogamous, amb un nombre de cromosomes de n = 90 (triploide; "3n" = 90).

## Química
Els compostos fenòlics 2,4,6-trihydroxybenzoic acid-4-O-2′,3′,4′,6′-tetraacetylglucoside, 2,4,6-trihydroxybenzoic acid-4-O-2′,3′,6′-triacetylglucoside, 2,4,6-trihydroxybenzoic acid-4-O-3′,4′,6′-triacetylglucoside, 3-O-p-coumaroylshikimic acid, 2-(trans-1,4-dihydroxy-2-cyclohexenyl)-5-hydroxy-7-methoxychromone, kaempferol and kaempferol-3-O-β-d-glucoside poden ser isolats a partir de l'extracte metanòlic de frondes de Phegopteris connectilis.

## Taxonomia
Phegopteris connectilis va ser descrita per (Michx.) Watt i publicat al Canadian Naturalist and Geologist, n.s. 3: 159. 1866.
Sinonímia
- Dryopteris phegopteris (L.) C. Chr.
- Lastrea phegopteris Bory ex Newnham
- Polypodium connectile Michx.
- Polypodium phegopteris L.[3]